# Anacharis

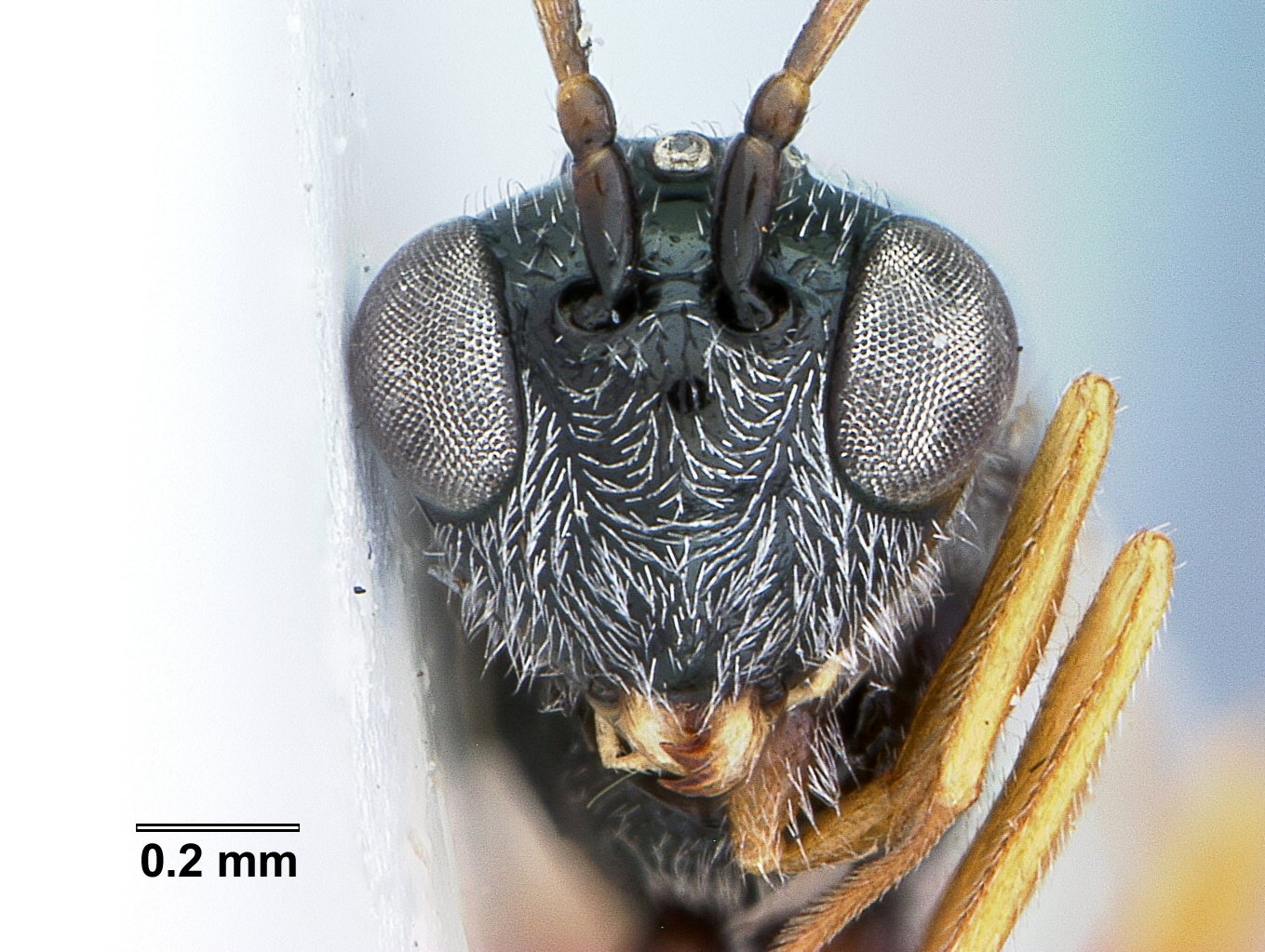
Anacharis spp.

Anacharis (лат.) — род мелких перепончатокрылых наездников подсемейства Anacharitinae из семейства Figitidae. Эндопаразитоиды.

## Распространение
Повсеместно: Голарктика, Неотропика, Юго-Восточная Азия, Австралия, Афротропика.

## Описание
Мелкие перепончатокрылые, длиной несколько миллиметров. Anacharitinae с удлинённым гладким петиолем и отчетливо поперечно-треугольной головой. Скутеллюм не нависает над проподеумом; он имеет более или менее сетчатую скульптуру и часто имеет задний киль, образующий отчетливый постеродорсальный край. Мезоплевры обычно более скульптурные, чем у других Anacharitinae, а метасома заканчивается более острым концом.  Брюшко с 2 крупными видными тергитами. Паразитоиды личинок сетчатокрылых насекомых (Hemerobiidae и Chrysopidae, Neuroptera).

## Классификация
Около 20 видов. Включены в состав подсемейства Anacharitinae.
- Anacharis afrotropica  Mata-Casanova & Pujade-Villar, 2015 (Афротропика)
- Anacharis antennata Belizin, 1951 (Палеарктика)
- Anacharis belizini Mata-Casanova & Pujade-villar, 2018 (Таиланд)
- Anacharis fergussoni Mata-Casanova & Pujade-villar, 2018 (Европа)
- Anacharis eucharoides (Dalman, 1818) (Палеарктика)
  - =A. gracilipes Ionescu, 1969
- Anacharis immunis  Walker, 1835 (Палеарктика)
- Anacharis madagascarensis Pujade-Villar, 2012
- Anacharis norvegica Mata-Casanova & Pujade-villar, 2018 (Норвегия)
- Anacharis parapsidalis Belizin, 1951 (Палеарктика)
- Anacharis rwenzori  Mata-Casanova & Pujade-Villar, 2015 (Афротропика)
- Другие виды

В 2018 году вид Anacharis flavidicornis  Kieffer, 1910 перенесён в род Aegilips Haliday, 1835 с новым названием Aegilips flavidicornis (Kieffer, 1910) comb. nov.